# Ludwig Schrader (Romanist)
Ludwig Schrader (* 11. März 1932 in Dresden; † 10. August 2014 in Jever) war ein deutscher Romanist und Hispanist.

## Leben und Werk
Schrader studierte in Hamburg, Murcia und Bonn. Er wurde 1958 an der Rheinischen Friedrich-Wilhelms-Universität Bonn bei Walter Pabst promoviert mit der Arbeit Panurge und Hermes. Zum Ursprung eines Charakters bei Rabelais (Bonn 1958) und war ein Jahr lang Lektor an der Universität Toulouse. Als Assistent von Walter Pabst habilitierte er sich 1967 an der Freien Universität Berlin mit der Schrift Sinne und Sinnesverknüpfungen. Studien und Materialien zur Vorgeschichte der Synästhesie und zur Bewertung der Sinne in der italienischen, spanischen und französischen Literatur (Heidelberg 1969; spanisch: Sensación y sinestesia. Estudios y materiales para la prehistoria de la sinestesia y para la valoración de los sentidos en las literaturas italiana, española y francesa, Madrid 1975 DNB 458882496) und war von 1968 bis 1995 der erste Romanist und Gründungsdekan der Heinrich-Heine-Universität Düsseldorf.
Schrader war von 1981 bis 1985 Vorsitzender des 1977 gegründeten Deutschen Hispanistenverbandes.

## Weitere Werke
- (Hrsg.) François Rabelais, Gargantua und Pantagruel, übersetzt von Gottlob Regis, 2 Bde., München/Darmstadt 1964
- (Hrsg. mit Eberhard Leube): Interpretation und Vergleich. Festschrift W. Pabst. 1972.
- (Hrsg.) Augusto Roa Bastos. Actas del coloquio Franco-Alemán Düsseldorf 1–3 de junio de 1982, Tübingen 1984
- (Hrsg.) Alternative Welten in Mittelalter und Renaissance, Düsseldorf 1988
- (Hrsg.) Von Góngora bis Nicolás Guillén. Spanische und lateinamerikanische Literatur in deutscher Übersetzung. Erfahrungen und Perspektiven. Akten des internationalen Kolloquiums Düsseldorf vom 21. - 22.5.1992, Tübingen 1993
- (Hrsg. mit Gisela Febel) „Canto cósmico“ oder „Movimiento kloaka“? Wege lateinamerikanischer Gegenwartslyrik, Tübingen 1995 (Vorträge Hispanistentag Augsburg 1993)
- (Hrsg. mit Klaus Ley und Winfried Wehle) Text und Tradition. Gedenkschrift Eberhard Leube,  Frankfurt 1996